# هيكتور هرنانديز
هيكتور هرنانديز (بالإسبانية: Héctor Hernández)‏ (6 ديسمبر 1935 بغوادالاخارا في المكسيك - 15 يونيو 1984 في المكسيك) هو مدرب كرة قدم ولاعب كرة قدم مكسيكي في مركز الهجوم، شارك في كأس العالم 1962. وشارك مع منتخب المكسيك لكرة القدم. أما مع النوادي، فقد لعب مع نادي غوادالاخارا.

## وصلات خارجية
- هيكتور هرنانديز على موقع الاتحاد الدولي (مؤرشف)  (الإنجليزية)
- هيكتور هرنانديز على موقع قاعدة بيانات كرة القدم.إي يو (الإنجليزية)
- هيكتور هرنانديز على موقع ناشيونال فوتبول تيمز (الإنجليزية)